# فرودگاه دارگاویل
فرودگاه دارگاویل (به انگلیسی: Dargaville Aerodrome) یک فرودگاه همگانی با کد یاتا DGR است که یک باند فرود سنگ آهک دارد و طول باند آن ۱۰۰۰ متر است. این فرودگاه در کشور نیوزلند قرار دارد و در ارتفاع ۱۹۴ متری از سطح دریا واقع شده‌است.